# Brodie-Helm

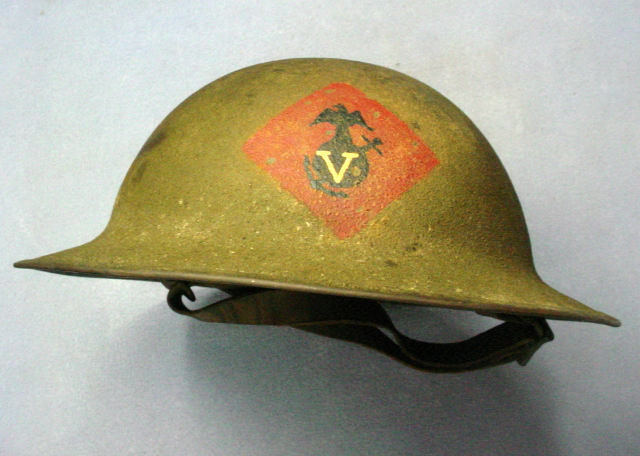
M1917 Brodie-Helm der US Marines

Der Brodie-Helm (im Deutschen aufgrund der Form umgangssprachlich „Tellerhelm“ genannt) ist ein Stahlhelm, der von verschiedenen Armeen eingesetzt wurde.
Primär wurde er von den britischen Truppen (und anderen vom britischen Weltreich abhängigen Staaten) im Ersten und Zweiten Weltkrieg verwendet. Aber auch Armeen anderer Staaten wie die US Army benutzten den Helm. Die offizielle Bezeichnung lautete Helmet, steel, Mark I (Helm, Stahl, Version I) in England und M1917 Helmet in den USA. Der Helm wurde 1915 vom Briten John Leopold Brodie entworfen und patentiert. Inoffizielle Bezeichnungen für den Brodie-Helm waren shrapnel helmet, Tommy helmet, tin hat und in den USA auch doughboy helmet.

## Produktion
Der Mk I „Brodie“ wurde in nur einem Arbeitsschritt, einem einfachen Tiefziehvorgang, aus einer Stahlplatte gefertigt. Großer Wert wurde auf die Auskleidung des Mk I mit Futterstoff gelegt, der die Übertragung der Wucht eines auftreffenden Granatsplitters auf den Kopf des Helmträgers dämpfen sollte. Da die Ausstattung der britischen Soldaten mit Stahlhelmen als äußerst dringlich eingestuft wurde, verzichtete man auf ausgiebige Versuche zur Feststellung der Schutzwirkung des Mk I. Der Helm schützte nur vor langsam heranfliegenden Granatsplittern, war aber dafür mit einem Gewicht von 750 Gramm bequem zu tragen.

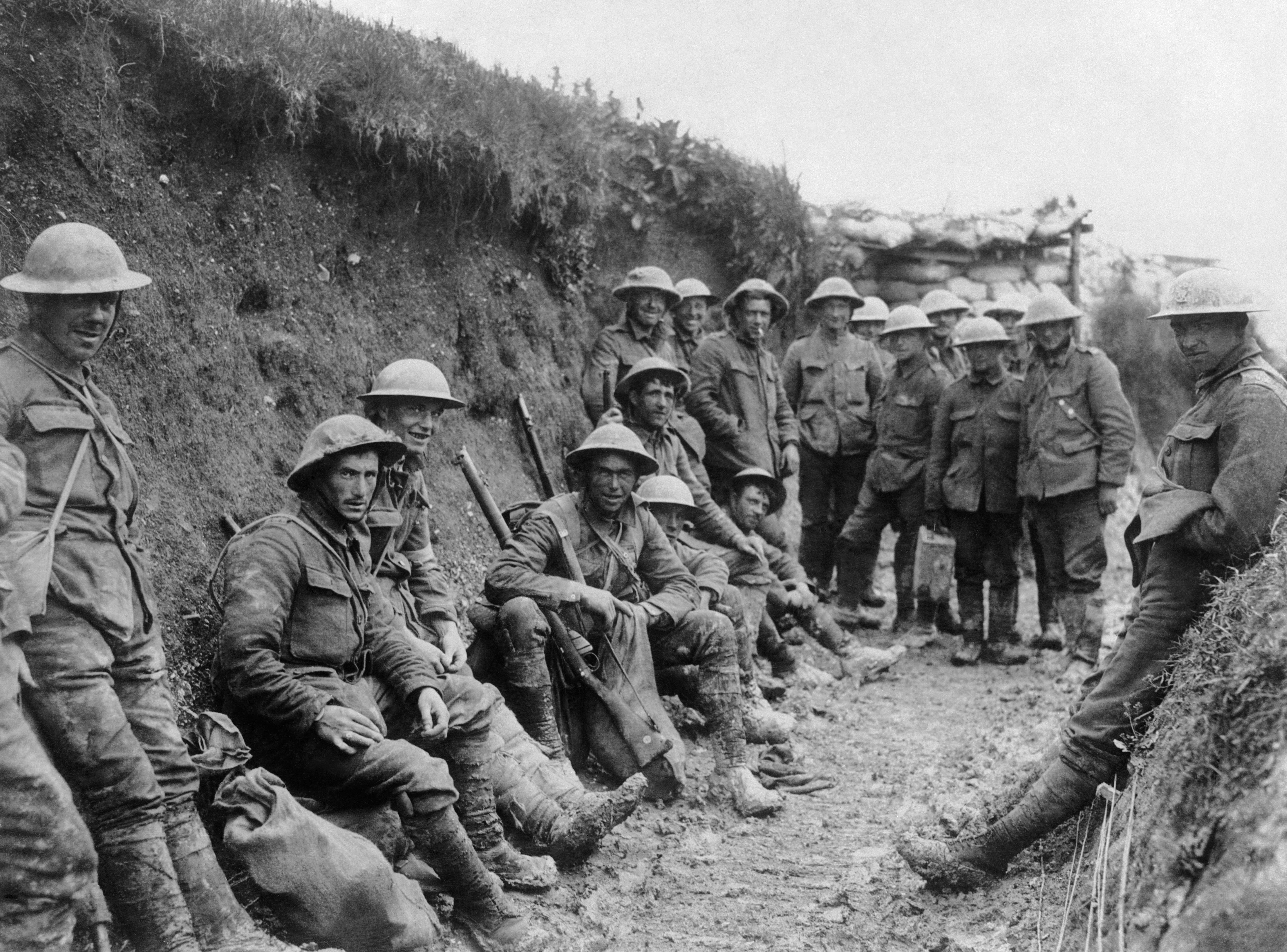
Britische Soldaten der Royal Irish Rifles mit Brodie-Helmen (1916)

## Einsatz
Im November 1915 wurde der Mk I „Brodie“ erstmals in nennenswerter Anzahl an der Front eingesetzt. Zunächst erhielten nur die Soldaten in den vordersten Frontlinien einen Mk I. Es war nicht unüblich, dass in den Monaten unmittelbar nach der Einführung des Mk I nur jeder zehnte Soldat einer britischen Einheit über einen solchen Helm verfügte. Als 1917 die USA in den Krieg eintraten, erwarben sie zunächst Mk-I-Helme von ihrem britischen Verbündeten. Seit Anfang 1918 produzierten die USA mit dem M1917 einen eigenen Helmtypus, bei dem es sich jedoch nur um eine Variante des Mk I handelte.

## Nach dem Ersten Weltkrieg
Ab 1936 wurde der Brodie-Helm mit verbessertem Futter und einem elastischen Gummikinngurt ausgestattet. Diese finale Variante wurde bis Ende 1940 verwendet und dann vom leicht abgewandelten MKII ersetzt, welcher den Streitkräften Großbritanniens und denen anderer Commonwealth-Staaten im Zweiten Weltkrieg diente. Während dieser Zeit wurde der Helm in England auch von der Polizei, der Feuerwehr und dem Luftschutz eingesetzt. Es gab auch eine „zivile“ Variante aus Weichstahl, die auch für Privatleute erhältlich war.
1944 wurde der Brodie-Helm durch den stark veränderten MKIII ersetzt. Die US-Armee verwendete den M1917-Helm, mit einigen Modifikationen, bis 1942. Danach wurde er durch ein neues Modell, den M1-Helm, ersetzt.
Auch heute wird der Brodie-Helm noch verwendet, beispielsweise in Pakistan.